# Lunascape
Lunascape war eine belgische Trip-Hop-Band, die 1997 von Kyoko Baertsoen und Walter Hilhorst gegründet wurde.

## Bandgeschichte
Baertsoen und Hilhorst begegneten sich erstmals 1993 in der Brüsseler Fernseh- und Filmhochschule und begannen an kleineren Musikprojekten zu arbeiten. Im Jahr 1997 wurde ihre Zusammenarbeit unterbrochen, als Baertsoen zur Gruppe Hooverphonic stieß und sie auf einer Tournee durch Europa begleitete. Danach widmete sich Baertsoen wieder dem Projekt, das später Lunascape werden sollte. Ursprünglich nannte sich die Gruppe Calyx, änderte ihren Namen jedoch, um Verwechslungen mit einer Londoner Drum-and-Bass-Band gleichen Namens zu vermeiden.
Die ersten beiden Alben Reflecting Seyelence (2002) und Mindstalking (2004) erschienen in Europa, gefolgt von Reminiscence (2005) in Nordamerika. Das letzte Album mit dem Titel Innerside wurde im Februar 2008 veröffentlicht. Eine limitierte Auflage dieses Albums enthielt die Bonus-CD Otherside mit 10 bisher unveröffentlichten Titeln.
Im Dezember 2008 gab Walter Hilhorst auf der Homepage der Band deren Auflösung bekannt.

## Stil
Lunascapes Musik wurde als "eigensinniger und experimenteller Stil aus asiatischen und europäischen Independentelementen" beschrieben.
Vor allem aufgrund des Gesangs von Kyoko Baertsoen wurden Lunascape mit Sinéad O’Connor, Cocteau Twins, Portishead, The Cranberries und Björk verglichen.

## Diskografie

### Alben
- Reflecting Seyelence (2002)
- Mindstalking (2004)
- Reminiscence (2005)
- Innerside (2008)

### Singles
- Your Shadow (2000)
- Tears From The Moon (2000)
- Sequoia (2001)
- My 2nd Skin (2002)
- Mourning Star (2002)
- Praise Me (2003)
- Mindstalking (2004)
- Surrender (noch nicht erschienen)

### DVDs
- Remotions (2002)

### Erscheinen auf Kompilationen
- Venusa XX / Volume 2 (2002)
- Where’s Neil when you need him? (2006)
- Gothic Compilation 34 (2006)
- Orkus Compilation 23 (2006)

## Sonstiges
Teile aus Reflecting Seyelence sowie Baertsoen selbst sind im IMAX-Kinofilm Geisterschloss (Haunted Castle) zu sehen und zu hören.